# Köbnerův fenomén

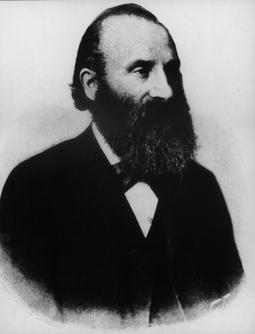
Heinrich Köbner

Koebnerův fenomén je vznik nových ložisek kožního onemocnění vlivem dráždění či zranění.
Klasicky k němu dochází například u lupénky či vitiliga vlivem fyzikálního, mechanického či chemického dráždění kůže.
Fenomén popsal německý lékař Heinrich Köbner (1838–1904).